# Сосин, Николай Фёдорович
Николай Фёдорович Сосин (20 февраля 1903 — 9 марта 1977) — командир отделения 60-го отдельного  инженерно-сапёрного батальона 12-й штурмовой инженерно-сапёрной бригады, участник Великой Отечественной войны, Герой Советского Союза.

## Биография
Родился 7 февраля 1903 года в селе Большой Карай (ныне — Романовский район Саратовской области).
Служил в Красной Армии в 1925—1927 годах и с 1941 года. Участник Великой Отечественной войны на Юго-Западном, Северо-Кавказском, Южном и 4-м Украинском фронтах.
13 октября 1943 года советские войска дошли до Мелитополя. Противник организовывал контратаки. 19 октября полк, в котором служил Сосин, оказался под угрозой окружения противником. Отряд Сосина получил задание заминировать одно из возможных направлений атаки немецких солдат. Поставленная задача была выполнена. Несколько танков противника подорвались на расставленных минах. 2 танка Сосин уничтожил минами сам. Угроза окружения была ликвидирована.
Указом Президиума Верховного Совета СССР от 1 ноября 1943 года «за мужество и героизм, проявленные в боях», присвоено звание Героя Советского Союза с вручением ордена Ленина и медали «Золотая Звезда».
Умер 9 марта 1977 года.

## Память
- Мемориальная доска в память о Сосине установлена Российским военно-историческим обществом на здании Большекарайской средней школы, где он учился.

## Награды
- Медаль «Золотая Звезда»;
- орден Ленина.